# Christian Leberecht Heyne

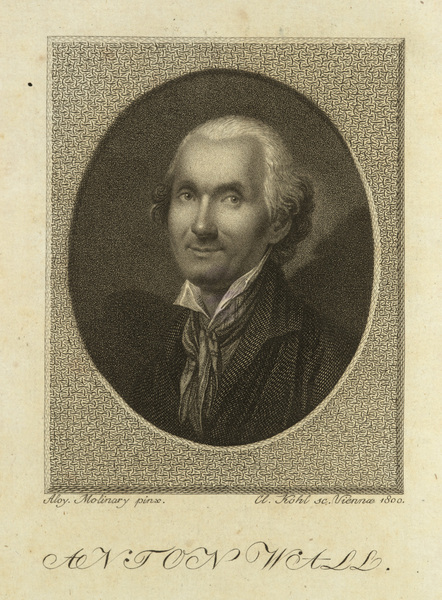
Christian Leberecht Heyne

Christian Leberecht Heyne, den Zeitgenossen bekannt unter dem Pseudonym Anton Wall (geboren 1751 in Leuben bei Lommatzsch; gestorben am 13. Januar 1821 in Hirschberg im Vogtland) war ein deutscher Dramatiker, Erzähler und Übersetzer.

## Leben
Heyne war der Sohn eines Predigers in Leuben, einem Dorf bei Lommatzsch in Sachsen. Nach dem Besuch der Domschule in Naumburg studierte Heyne die Jurisprudenz und Geschichte in Leipzig. Angeregt durch die Preußischen Kriegslieder Gleims verfasste er ebenfalls Kriegslieder, die 1779 unter dem von ihm meistens verwendeten Pseudonym Anton Wall erschienen. Ab 1787 war er Privatsekretär von Carl Christoph von Hoffmann, dem Kanzler der Universität Halle. Von 1788 bis 1790 war er in Berlin, wo er privatisierte, aber auch juristische Ausarbeitungen verfasste. Nachdem er eine Anstellung bei der preußischen Regierung abgelehnt hatte, lebte er bis 1790 in Rochlitz und Geringswalde. Auf eine Einladung des Buchhändlers und Verlegers Carl Heinrich Emanuel Richter, für den er in den folgenden Jahren einen Roman, eine Reihe orientalischer Märchen und andere Erzählungen schreiben sollte, kam Heyne 1798 nach Altenburg.
Schon zuvor hatte Heyne unter melancholischen Zuständen gelitten. Nach Richters Tod 1801 verfiel er erneut in Schwermut und konnte sein letztes Werk (Murad, ein persisches Märchen 1801) nicht mehr beenden. Den zweiten Band verfasste dann ein anderer Autor. Von 1805 bis 1809 lebte er auf Kosten der herzoglichen Kammer in Ehrenberg, einem Gut bei Altenburg, und dann kurze Zeit bei einem Freund in Gößnitz. Versuche, eine Stelle als Hauslehrer anzutreten, scheiterten nach kurzer Zeit, zunächst bei einer Frau von Burghardi in Altenhain bei Grimma und dann beim Kammerherrn von Plotho in Zedtwitz bei Hof. Die letzten Jahre lebte er in dürftigen Verhältnissen in Hirschberg, wo er 1821 mit etwa 70 Jahren starb.
Literarisch erfolgreich war er mit seinen Bagatellen, einer Sammlung dramatischer und erzählender Texte, die in den 1780er Jahren in mehreren Auflagen erschien. Außerdem verfasste er Übersetzungen und freie Bearbeitungen französischer Lustspiele, Erzählungen und Romane (seiner Übertragung von Henry Fieldings Roman Amelia liegt die französische Übersetzung Marie Jeanne Riccobonis zugrunde).
Bedeutend ist er hier vor allem durch das Stück Die beiden Billets (1790), einer Bearbeitung Jean-Pierre Claris de Florians Les deux billets, die sehr erfolgreich war, immer wieder aufgeführt wurde und andere Schriftsteller zur Fortsetzung animierte, darunter Goethe, der das Stück am Theater in Weimar gesehen hatte und dazu als Fortsetzung das Lustspiel Der Bürgergeneral (1793) schrieb. Die Bearbeitung Heynes gilt dabei als symptomatisch für die Verbürgerlichung und Sentimentalisierung in der Rezeption der Comédie italienne in Deutschland. Die Handlung wird aus der Stadt auf das Land verlegt, aus den italienischen Masken Arlequin und Argentine wird ein sentimentales Liebespaar und aus Scappino/Scapin wird der Barbier Schnaps, dessen Figur auch von Goethe beibehalten wird. Heyne selbst schrieb eine Fortsetzung unter dem Titel Der Stammbaum (1791). Beide Stücke wurden bis in das 19. Jahrhundert aufgeführt, auch auf der Weimarer Bühne, wo zwischen 1784 und 1793 fünf Stücke Heynes inszeniert wurden.
Sein jüngerer Bruder Friedrich Adolph Heyne war ebenfalls Übersetzer und Verfasser eines Pflanzen-Kalenders.

## Werke
- Aufgefangene Nonnenbriefe. Mit einem Anhange, Charlotte im Kerker, eine gefühlvolle Scene. München 1779, Digitalisat.
- Kriegslieder. Leipzig 1779, Digitalisat.
- Zwey Lustspiele. Der Arrestant. Caroline oder So wahr ich bin ein freyer Mann. Leipzig 1780, Digitalisat.
- Die deutsche Fürstin. Ein Dialog, nebst zwey Briefen. Leipzig 1781.
- Dramatische Kleinigkeiten. Leipzig 1783.
- Bagatellen. 2 Bde. Leipzig 1783 u. 1785, Bd. 1, 2. Enthalten:
  - Die Kirmes, oder der Brautwerber. Originallustspiel in zwey Aufzügen.
  - Antonie. Aus der geheimen Geschichte einer Residenz.
  - Omar: eine Erzählung in sieben Kapiteln.
  - Ein Beytrag zur Gesichterkunde; in zwey Geschichten.
  - Der Maulwurf. Eine Fantasie.
  - Vom Ursprunge der Küsse. Eine Vorlesung.
  - Baruch, oder der Schüler der Weisheit. Eine Erzählung.
  - Abu. Ein Mährchen.
  - Auguste. Eine wahre Geschichte.
  - Lord Kinsborough und Doktor Goodman. Ein Dialog.
  - Noch ein Dialog.
  - Eine Anekdote.
  - Der Herr im Hause. Ein Lustspiel in drey Aufzügen.
  - Julie. Eine Erzählung. Erster Theil.
  - Der Traum in der Maynacht.
  - Die deutsche Fürstin. Ein Dialog. (erst in der zweiten Auflage).
  - Der Oberpriester des Gesetzes der Wahrheit. Ein Mährchen aus dem Morgenlande.
- Der Herr im Hause. Ein Lustspiel in drey Aufzügen. Leipzig 1783, Digitalisat.
- Amathonte, ein Persisches Mährchen. Altenburg 1799, Digitalisat.
- Das Lamm unter den Wölfen. Ein Anhang zur Amathonte. Bagatelle. Altenburg 1800, Digitalisat.
- Adelheid und Aimar. 2 Bde. Altenburg 1800.
- Körane, ein morgenländisches Mährchen. Altenburg & Erfurt 1801.
- Murad, ein persisches Mährchen. Erstes Bändchen. Altenburg & Erfurt 1801.

Übersetzungen und Bearbeitungen
- Charles Collé: Die Expedition, oder die Hochzeit nach dem Tode. Ein Lustspiel in drey Akten. Leipzig 1781, Digitalisat.
- Miß Sara Salisbury. Ein Roman. Leipzig 1782, Digitalisat.
- Marie Jeanne Riccoboni: Die besten Werke der Frau Marie Riccoboni. Aus dem Französischen frey übersetzt und zum Theil umgearbeitet. 3 Bde. Leipzig 1781 f.
- Marie Jeanne Riccoboni: Ernestine ein Roman. Aus dem Französischen der Madame Riccoboni. Frankfurt & Leipzig 1781.
- Henry Fielding: Aemilie, ein komischer Roman, nach der Amelia des Heinrich Fielding. Leipzig 1781 (nach der französischen Übersetzung von Marie Jeanne Riccoboni).
- Jean-Pierre Claris de Florian: Die gute Ehe. Ein Lustspiel in einem Akt. Leipzig 1784, Digitalisat.
- Jean-François Marmontel: Erzählungen nach Marmontel. Leipzig 1787. Enthalten:
  - Alcibiades.
  - Soliman der Zweite.
  - Die Liebe auf dem Lande (Le scrupule).
  - Die vier Flacons.
  - Töffel und Böse (Annette et Lubin).
- Jean-Pierre Claris de Florian: Die beiden Billets. Leipzig 1790, Ausg. 1825.
  - Der Stammbaum. Erste Fortsetzung der beyden Billets. Leipzig 1791, Ausg. 1825.
- Louis Carmontelle: Die Bildsäule. Nachspiel in 1 Aufzuge. Leipzig 1792, Digitalisat.